# Leicester
Leicester (pronuncia ˈlɛstər, anche LEST-ər ) è una città del Regno Unito e autorità unitaria dell'Inghilterra centrale, capoluogo cerimoniale del Leicestershire.
Sede di cattedrale e diocesi anglicana, vanta una popolazione stimata in 373 399 abitanti nel 2022.

## Geografia fisica
La città si distende sulle rive del fiume Soar ed è posta ad un'altitudine di 67 m s.l.m.

## Etimologia
Il nome di Leicester è menzionato per la prima volta nel IX secolo, nella Historia Brittonum come Cair Lerion (dal gallese Caerlŷr), e nella Cronaca anglosassone come Ligora-ceastre. Nel Domesday Book del 1086, è registrato come Ledecestre. La prima parte del nome Ligora o Legora, proviene dall'antico del fiume Soar nelle Lingue brittoniche, come ritenuto da William Somner (1701), simile al fiume francese della Loira.
La seconda parte del nome proviene dal latino castrum, che si rispecchia sia nel gallese cair che nell'anglosassone ceastre.

## Storia
Le prime fonti parlano di un sito fortificato creato dai Britanni per vigilare sulla navigazione del fiume. Successivamente l'insediamento è stato sostituito dalla città romana di Ratae Coritanorum. Tale città ha avuto una grande importanza in tale epoca, come dimostrano le mura cittadine, giunte in parte fino ai giorni nostri, nonché i preziosi pavimenti a mosaico.
Durante il periodo sassone, la città ha avuto come toponimo Legerceastre ed è stata elevata a sede vescovile, titolo che ha conservato sino all'874. Durante la conquista normanna è stata una delle cinque province degli occupanti danesi. Successivamente al periodo normanno, la città contava una popolazione di circa 2 000 abitanti e 6 chiese, secondo i dati raccolti nel Domesday Book. 
Goffredo di Monmouth compose la sua Historia Regum Britanniae intorno all'anno 1136, nominando un re Leir come figura fondatrice eponima. Secondo la narrazione di Goffredo, Cordelia aveva seppellito suo padre sotto il fiume in una camera dedicata a Giano e il giorno della sua festa era una celebrazione annuale.
Leicester supportò i parlamentaristi (Roundhead), durante la guerra civile inglese. In epoca moderna, nel 1919 è stata elevata a città, mentre la sede vescovile è stata ripristinata sette anni dopo.
Nel settembre del 2012 un team di archeologi dell'ateneo locale scoprirono i resti di re Riccardo III d'Inghilterra sotto un parcheggio della città.

## Monumenti e luoghi d'interesse
- Castello di Leicester
- Castle Gardens/Park
- Jewry Wall
- Cattedrale di Leicester
- Chiesa di Santa Maria de Castro
- Abbey Park
- Victoria Park
- Clock Tower
- Town Hall
- St Martin Square

## Cultura
La città ospita ogni anno un Carnevale caraibico (il più grande nel Regno Unito al di fuori di Londra), celebrazioni del Diwali (le più grandi al di fuori dell'India), il più grande festival comico nel Regno Unito, il Leicester Comedy Festival, e una parata del Pride (Leicester Pride). Belgrave Road, non lontano dal centro città, è colloquialmente nota come "The Golden Mile", a causa del gran numero di gioiellerie.
Il Leicester International Short Film Festival è un evento annuale; è iniziato nel 1996 con il titolo di "Seconds Out". È diventato uno dei più importanti festival di cortometraggi nel Regno Unito e di solito si svolge all'inizio di novembre, con sedi tra cui il Phoenix Cinema and Arts Centre.

## Clima
| Leicester           | Mesi | Mesi | Mesi | Mesi | Mesi | Mesi | Mesi | Mesi | Mesi | Mesi | Mesi | Mesi | Stagioni | Stagioni | Stagioni | Stagioni | Anno |
| Leicester           | Gen  | Feb  | Mar  | Apr  | Mag  | Giu  | Lug  | Ago  | Set  | Ott  | Nov  | Dic  | Inv      | Pri      | Est      | Aut      | Anno |
| ------------------- | ---- | ---- | ---- | ---- | ---- | ---- | ---- | ---- | ---- | ---- | ---- | ---- | -------- | -------- | -------- | -------- | ---- |
| T. max. media (°C)  | 5,8  | 6,5  | 9,7  | 12,6 | 16,3 | 19,8 | 21,6 | 20,9 | 18,1 | 13,9 | 9,1  | 6,9  | 6,4      | 12,9     | 20,8     | 13,7     | 13,4 |
| T. min. media (°C)  | 0,2  | 0,7  | 2,6  | 4,7  | 7,6  | 10,6 | 12,4 | 11,9 | 9,6  | 6,6  | 3,2  | 1,4  | 0,8      | 5,0      | 11,6     | 6,5      | 6,0  |
| Precipitazioni (mm) | 53   | 41   | 47   | 46   | 52   | 54   | 52   | 59   | 53   | 51   | 55   | 57   | 151      | 145      | 165      | 159      | 620  |

## Geografia antropica

### Suddivisioni amministrative
- Aylestone
- Beaumont Leys
- Bede Island
- Belgrave
- Braunstone
- Clarendon Park
- Crown Hills
- Dane Hills
- Evington
- Evington Valley
- Frog Island
- Goodwood
- Hamilton
- Heathley Park
- Highfields
- Humberstone
- Knighton
- New Parks
- North Evington
- Northfields
- Rushey Mead
- Southfields
- St Matthew's
- St Peters
- Stoneygate
- Thurnby Lodge
- West End
- West Knighton
- Western Park
- Woodgate

## Economia
L'economia cittadina, seconda nella regione delle Midlands Orientali solo a Nottingham, ha registrato un sostanziale miglioramento nell'ultimo decennio, tanto da farla includere nelle prime dieci posizioni del Good Growth City Index redatto dalla società PricewaterhouseCoopers per il 2018 e il 2019.. In passato il settore prevalente era quello tessile, ma nel corso del XX secolo la delocalizzazione causò il trasferimento di molti stabilimenti lasciando in loco solo la parte amministrativa e commerciale: permangono quindi le sedi di Dunelm Group, Next e Shoe Zone. Al contempo, si è registrata la forte crescita dell'industria alimentare: oltre a marchi regionali come Everards (birreria), qui hanno sede gli impianti principali di produttori nazionali e internazionali come Walkers (patatine fritte) e Samworth Brothers (insaccati e cibo pronto). Il settore dell'ingegneria è ugualmente ben presente con Jones & Shipman (macchinari e sistemi di controllo), Richards Engineering (impianti per acciaierie), Transmon Engineering (macchinari per movimentazione merci) e Trelleborg (sospensioni e supporti) e beneficia di una forte connessione con il sistema universitario e scolastico. Leicester è la sede della famosa industria di orologi da stazione e luoghi pubblici, nonché di sistemi di segnalazione e allarme, Gents' of Leicester. Il commercio è piuttosto sviluppato sia grazie a importanti centri, come  Highcross Leicester e Haymarket Shopping Centre, che a un vivace tessuto cittadino (la centrale Belgrave Road è soprannominata The Golden Mile).

## Infrastrutture e trasporti
La città è servita dall'Aeroporto di East Midlands. La città è collegata, inoltre, al servizio ferroviario attraverso la stazione di Leicester.

## Amministrazione

### Gemellaggi
La città di Leicester è gemellata con:
- Strasburgo, dal 1960

- Krefeld, dal 1969
- Masaya, dal 1987
- Chongqing, dal 1993
- Rajkot, dal 1996
- Haskovo, dal 2008

## Sport
La città è nota soprattutto per la sua squadra di rugby a 15, il Leicester Tigers, che è la più blasonata compagine d'Inghilterra e una delle più premiate d'Europa, vantando nel proprio palmarès, a tutto il 2019, dieci titoli di campione nazionale, 8 coppe Anglo-Gallesi e due titoli di campione d'Europa di club.
Nel calcio la città figura in Premier League, con il Leicester City, club che nei suoi primi 132 anni di storia aveva vinto tre Coppe di Lega e che sotto la guida dell'italiano Claudio Ranieri vinse il campionato inglese 2015-16 contro un pronostico sfavorevole degli allibratori di 1 a 5 000.
La pallacanestro cittadina è invece rappresentata dal Leicester Riders, il più antico club cestistico del Regno Unito, militante nella prima divisione della British Basketball League, che ha vinto 4 volte.
La città vanta anche un club di football americano, il Leicester Falcons, nato nel 2006 e militante in British American Football Associatio National Leagues, che al 2019 vanta la vittoria nel BritBowl di II livello del 2018.
I due maggiori impianti sportivi all'aperto sono Welford Road, terreno interno del Leicester Tigers, e il Leicester City Stadium, usato altresì dalla squadra di calcio.
Per quanto riguarda i motori, Leicester fu la città natale della stella nascente di Roger Williamson, perito durante il gran premio d'Olanda di Formula 1 del 1973.
Il giovane pilota vantava 3 campionati di Formula 3 britannica, e altri 3 titolo nazionali tra karting e categorie Saloon.